# Jugoszláv férfi vízilabda-bajnokság (első osztály)
A Jugoszláv férfi vízilabda-bajnokság első osztálya a legmagasabb osztályú jugoszláv férfi vízilabda-versenysorozat volt, melyet 1921 és 1991 között évente rendeztek meg a Jugoszláv Királyság, majd a Jugoszláv Szocialista Szövetségi Köztársaság területén.

## Az eddigi bajnokságok
| Év   | Első               | Második            | Harmadik            |
| ---- | ------------------ | ------------------ | ------------------- |
| 1921 | SSU Sombor         | HAŠK Zagreb        | Ljubljanski SK      |
| 1922 | SSU Sombor         | Baluni Split       | Victoria Sušak      |
| 1923 | Baluni Split       | SSU Sombor         | Victoria Sušak      |
| 1924 | SSU Sombor         | Victoria Sušak     | HAŠK Zagreb         |
| 1925 | Jug Dubrovnik      | Jadran Split       | SSU Sombor          |
| 1926 | Jug Dubrovnik      | GOŠK Dubrovnik     | Victoria Sušak      |
| 1927 | Jug Dubrovnik      | Jadran Split       | Građanski Dubrovnik |
| 1928 | Jug Dubrovnik      | SSU Sombor         | Bob Beograd         |
| 1929 | Jug Dubrovnik      | Jadran Split       | Bob Beograd         |
| 1930 | Jug Dubrovnik      | Jadran Split       | Bob Beograd         |
| 1931 | Jug Dubrovnik      | Jadran Split       | Ilirija Ljubljana   |
| 1932 | Jug Dubrovnik      | Jadran Split       | Victoria Sušak      |
| 1933 | Jug Dubrovnik      | Victoria Sušak     | Jadran Split        |
| 1934 | Jug Dubrovnik      | Ilirija Ljubljana  | Victoria Sušak      |
| 1935 | Jug Dubrovnik      | Jadran Herceg Novi | Ilirija Ljubljana   |
| 1936 | Jug Dubrovnik      | Jadran Split       | ZPK Zagreb          |
| 1937 | Jug Dubrovnik      | ZPK Zagreb         | Jadran Herceg Novi  |
| 1938 | Victoria Sušak     | Ilirija Ljubljana  | —                   |
| 1939 | Jadran Split       | Jug Dubrovnik      | Victoria Sušak      |
| 1940 | Jug Dubrovnik      | Victoria Sušak     | Jadran Split        |
| 1941 | —                  |                    |                     |
| 1942 | —                  |                    |                     |
| 1943 | —                  |                    |                     |
| 1944 | —                  |                    |                     |
| 1945 | Horvát NK          | Jugoszláv hadsereg | Szlovén NK          |
| 1946 | Jadran Split       | Jug Dubrovnik      | Partizan Beograd    |
| 1947 | Hajduk Split       | Jug Dubrovnik      | Mladost Zagreb      |
| 1948 | Hajduk Split       | Jug Dubrovnik      | Primorje Rijeka     |
| 1949 | Jug Dubrovnik      | Mladost Zagreb     | Hajduk Split        |
| 1950 | Jug Dubrovnik      | Mornar Split       | Jadran Split        |
| 1951 | Jug Dubrovnik      | Mornar Split       | Jadran Split        |
| 1952 | Mornar Split       | Jug Dubrovnik      | Jadran Split        |
| 1953 | Mornar Split       | Jug Dubrovnik      | Jadran Split        |
| 1954 | Jadran Split       | Jug Dubrovnik      | Mornar Split        |
| 1955 | Mornar Split       | Mladost Zagreb     | Jadran Split        |
| 1956 | Mornar Split       | Jadran Split       | Jadran Herceg Novi  |
| 1957 | Jadran Split       | Mornar Split       | Jadran Herceg Novi  |
| 1958 | Jadran Herceg Novi | Jadran Split       | Mladost Zagreb      |
| 1959 | Jadran Herceg Novi | Jadran Split       | Mornar Split        |
| 1960 | Jadran Split       | Jadran Herceg Novi | Jug Dubrovnik       |
| 1961 | Mornar Split       | Jadran Herceg Novi | Mladost Zagreb      |
| 1962 | Mladost Zagreb     | Partizan Beograd   | Jadran Herceg Novi  |
| 1963 | Partizan Beograd   | Mladost Zagreb     | Mornar Split        |
| 1964 | Partizan Beograd   | Mladost Zagreb     | Jadran Split        |
| 1965 | Partizan Beograd   | Mladost Zagreb     | Jadran Herceg Novi  |
| 1966 | Partizan Beograd   | Mladost Zagreb     | Mornar Split        |
| 1967 | Mladost Zagreb     | Partizan Beograd   | Jadran Split        |
| 1968 | Partizan Beograd   | Mladost Zagreb     | Mornar Split        |
| 1969 | Mladost Zagreb     | Partizan Beograd   | Jadran Split        |
| 1970 | Partizan Beograd   | Mladost Zagreb     | Jadran Split        |
| 1971 | Mladost Zagreb     | Partizan Beograd   | Jadran Split        |
| 1972 | Partizan Beograd   | Mladost Zagreb     | Jadran Split        |
| 1973 | Partizan Beograd   | Mladost Zagreb     | Jug Dubrovnik       |
| 1974 | Partizan Beograd   | Mladost Zagreb     | POŠK Split          |
| 1975 | Partizan Beograd   | Mladost Zagreb     | VK Kotor            |
| 1976 | Partizan Beograd   | VK Kotor           | KPK Korčula         |
| 1977 | Partizan Beograd   | Mladost Zagreb     | KPK Korčula         |
| 1978 | Partizan Beograd   | KPK Korčula        | Primorje Rijeka     |
| 1979 | Partizan Beograd   | Primorje Rijeka    | Jug Dubrovnik       |
| 1980 | Jug Dubrovnik      | POŠK Split         | VK Kotor            |
| 1981 | Jug Dubrovnik      | Partizan Beograd   | VK Kotor            |
| 1982 | Jug Dubrovnik      | POŠK Split         | Partizan Beograd    |
| 1983 | Jug Dubrovnik      | Primorje Rijeka    | POŠK Split          |
| 1984 | Partizan Beograd   | Jug Dubrovnik      | POŠK Split          |
| 1985 | Jug Dubrovnik      | Partizan Beograd   | POŠK Split          |
| 1986 | VK Kotor           | POŠK Split         | Jug Dubrovnik       |
| 1987 | Partizan Beograd   | Solaris Šibenik    | POŠK Split          |
| 1988 | Partizan Beograd   | Mladost Zagreb     | POŠK Split          |
| 1989 | Mladost Zagreb     | Partizan Beograd   | Jug Dubrovnik       |
| 1990 | Mladost Zagreb     | Partizan Beograd   | Jadran Split        |
| 1991 | Jadran Split       | Mladost Zagreb     | Partizan Beograd    |

### Bajnoki címek megoszlás szerint
| Hely | Csapat                        | Címek |
| ---- | ----------------------------- | ----- |
| 1    | Jug Dubrovnik                 | 22    |
| 2    | Partizan Beograd              | 17    |
| 3    | Jadran Split (Baluni, Hajduk) | 9     |
| 4    | Mladost Zagreb                | 6     |
| 5    | Mornar Split                  | 5     |
| 6    | SSU Sombor                    | 3     |
| 7    | Jadran Herceg Novi            | 2     |
| 8    | Victoria Sušak                | 1     |
| 8    | Horvát NK                     | 1     |
| 8    | VK Kotor                      | 1     |